# Oberstinzel
Oberstinzel is een gemeente in het Franse departement Moselle in de regio Grand Est. De gemeente telde 320 inwoners op 1 januari 2022.

## Geschiedenis
De gemeente maakte voor 2015 deel uit van het arrondissement Sarrebourg en kanton Fénétrange. Op 1 januari van dat jaar fuseerde het arrondissement met het arrondissement Château-Salins tot het arrondissement Sarrebourg-Château-Salins. Toen het kanton op 22 maart 2015 werd opgeheven werden Oberstinzel opgenomen in het kanton Sarrebourg.

## Geografie
De oppervlakte van Oberstinzel bedraagt 5,07 vierkante kilometer; Op 1 januari 2022 was de bevolkingsdichtheid 63,1 inwoners per km².
Oberstinzel ligt op de grens van de Lotharingse Salzgau en de Boven-Saargouw (de grens tussen deze streken loopt door de Saar). Tevens grenst de gemeente Oberstinzel aan de Elzas.
De onderstaande kaart toont de ligging van Oberstinzel met de belangrijkste infrastructuur en aangrenzende gemeenten.

## Demografie
Onderstaande figuur toont het verloop van het inwonertal.
Assenoncourt · Avricourt · Azoudange · Bébing · Belles-Forêts · Berthelming · Bettborn · Bickenholtz · Buhl-Lorraine · Desseling · Diane-Capelle · Dolving · Fénétrange · Fleisheim · Foulcrey · Fribourg · Gondrexange · Gosselming · Guermange · Haut-Clocher · Hellering-lès-Fénétrange · Hertzing · Hilbesheim · Hommarting · Ibigny · Imling · Kerprich-aux-Bois · Langatte · Languimberg · Mittersheim · Moussey · Niederstinzel · Oberstinzel · Postroff · Réchicourt-le-Château · Réding · Rhodes · Richeval · Romelfing · Saint-Georges · Saint-Jean-de-Bassel · Sarraltroff · Sarrebourg · Schalbach · Veckersviller · Vieux-Lixheim